# Adolphe Delamare

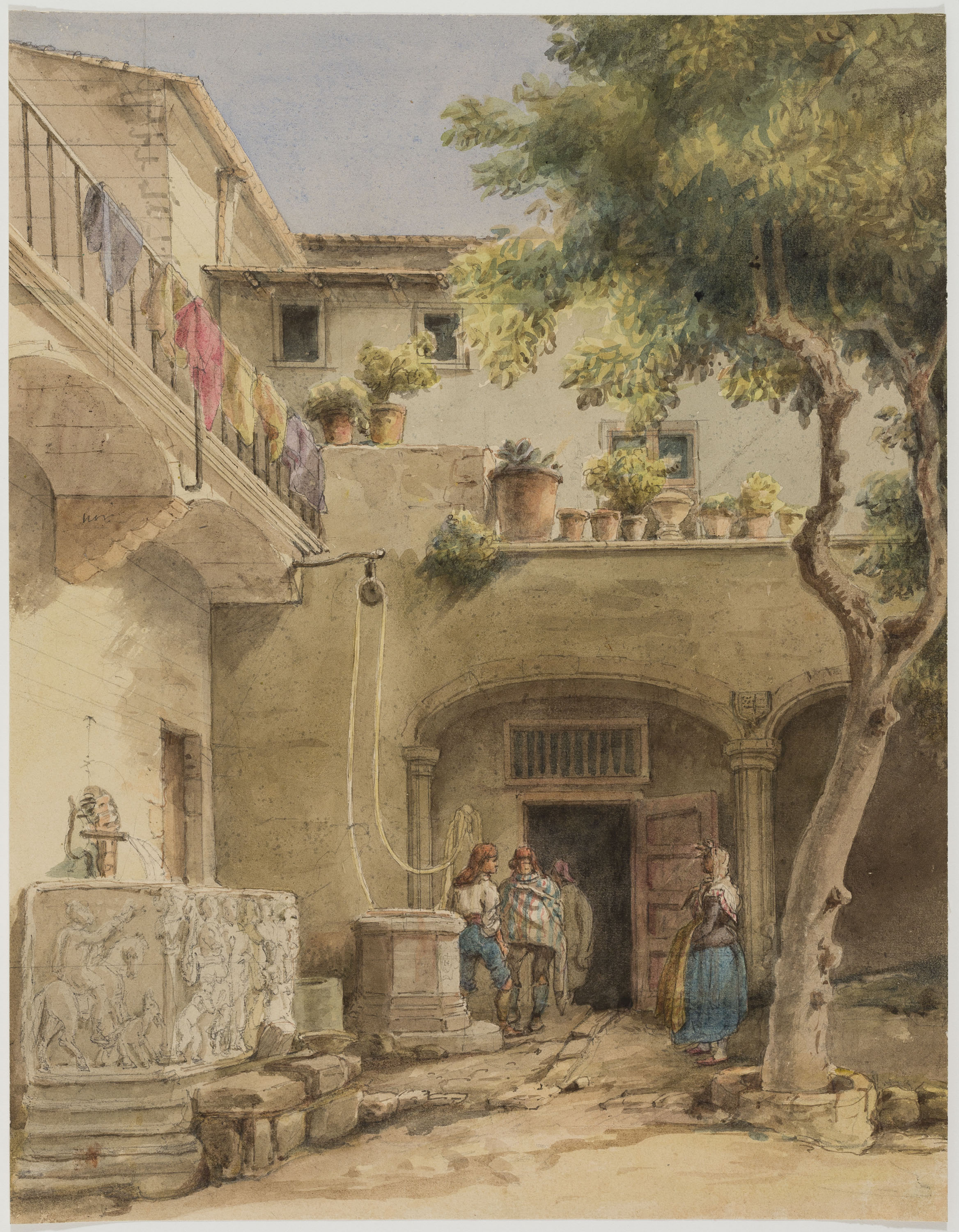
Patio de la casa de l'Ardiaca (Barcelona), lápiz y acuarela sobre papel vitela, 263 x 201 mm. Barcelona, Museu Nacional d'Art de Catalunya

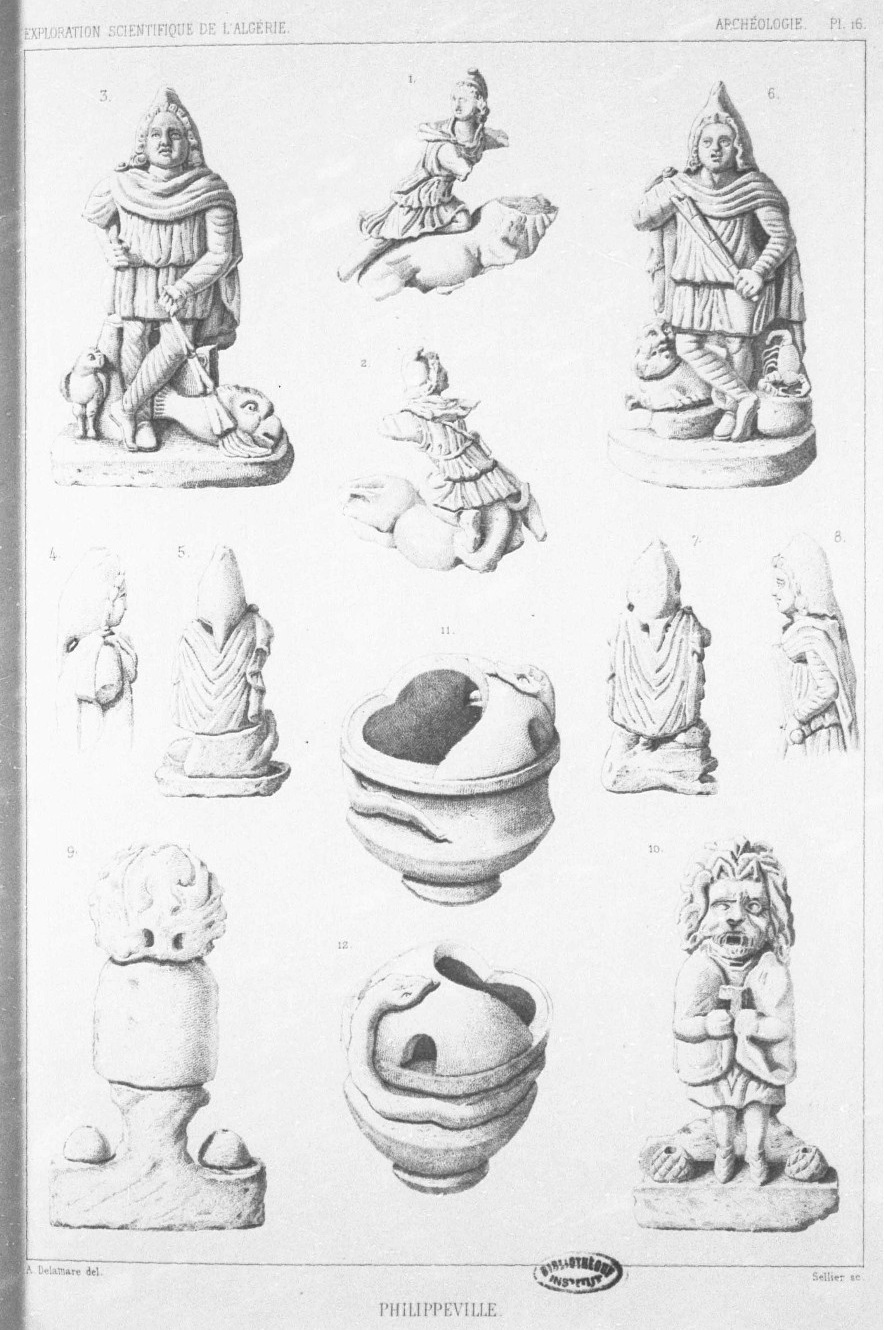
Exploration scientifique de l'Algérie pendant les années 1840, 1841, 1842, 1843, 1844 et 1845, París, 1850. Plancha 16 Philippeville. Figuras mitraicas. Grabado de Selier por dibujo de A. Delamare

Adolphe Hedwige Alphonse Delamare o de La Mare (París, 8 de julio de 1793-28 de enero de 1861) fue un militar, dibujante y arqueólogo francés.
Oficial de artillería, formado en las escuelas de su rama militar de Metz y de Douai, de septiembre de 1824 a diciembre de 1827 estuvo destinado en el ejército expedicionario francés enviado a España con la misión de restablecer el absolutismo, la expedición de los llamados Cien Mil Hijos de San Luis. De su estancia en España se conocen algo más de cien dibujos y acuarelas de vistas pintorescas y monumentos tratados con un punto de vista en muchos casos romántico, los primeros fechados en el País Vasco, aunque la mayor parte corresponden a paisajes de Cataluña, donde más tiempo permaneció y recorrió en buena parte de su extensión. Hay también algún dibujo de Aragón, de las Baleares y un dibujo sin fecha de Andorra.
En 1830 fue destinado al ejército de África y participó en la ocupación de Argelia. A mediados de la década de 1830 se encontraba en Francia, según se desprende de algunos pocos dibujos allí firmados, con paisajes de Bretaña y Normandía, pero en cuanto tuvo conocimiento de que se preparaba por parte del ministerio de la Guerra y el Instituto de Francia una expedición científica a Argelia solicitó plaza en ella.
En noviembre de 1839 se incorporó como dibujante adjunto a la Commission d'exploration scientifique d'Algérie. Como plaza de dibujante titular más adelante, siguió en Argelia con diversos cargos hasta 1845, aunque la comisión se había disuelto oficialmente en 1842, y a Argelia volvió en 1850-1851, sin reincorporarse a sus funciones militares en todo ese tiempo. Apasionado de las antigüedades y con el apoyo de la Académie des Inscripciones et Belles Lettres y de la Socièté des Antiquaires de France, de la que fue elegido miembro residente en enero de 1850, pero sin una formación específica en arqueología —apenas sabía algo de latín— desempeñó con entusiasmo la tarea de dibujar planos, lugares y las piezas halladas para preservarlas de la destrucción de la colonización. En total llegó a realizar más de dos mil quinientos dibujos, grabados y publicados en estampa parte de ellos en 1850 y de nuevo en 1912 —Exploration scientifique de l'Algérie pendant les années 1840-1845— con un texto explicativo de las planchas firmado por S. Gsell. Al mismo tiempo se le encargó reunir una colección de antigüedades para ser remitidas a Francia y formar con ellas un museo argelino. En este aspecto, sin embargo, y a excepción del mosaico de Koudiat Aty, en la provincia de Constantina, los objetos remitidos fueron desdeñados como escombros sin interés. Algo parecido sucedió con sus dibujos, descalificados como simples vistas pintorescas por los arquitectos Bonaventure-Amable Ravoisié, encargado oficialmente por la comisión científica del estudio de los restos arqueológicos, y Louis-Hippolyte Le Bas, de la academia de Bellas Artes, que se encargó de la supervisión.
Delamare falleció sin descendencia directa y sus dibujos, en manos de familiares y amigos, se dispersaron. El Louvre guarda alrededor de trescientos cincuenta, principalmente de objetos llegados al mismo museo. Otros conjuntos se encuentran en la biblioteca de la Sorbona y en el Departamento de Antigüedades de la Biblioteca de Argel. Ciento nueve apuntes y acuarelas de su estancia en España, fechados entre 1824 y 1827, fueron adquiridos en 2016 por el Servei de Museus de la Generalitat de Catalunya y adscritos al Gabinet de Dibuixos i Gravats del MNAC.